# Akito Tanahashi
Akito Tanahashi (japanisch 棚橋 尭士 Tanahashi Akito; * 12. Juli 2000 in der Präfektur Tokio) ist ein japanischer Fußballspieler.

## Karriere

### Verein
Akito Tanahashi erlernte das Fußballspielen in der Jugendmannschaft des Erstligisten Yokohama F. Marinos sowie in der Universitätsmannschaft der Kokushikan-Universität. Seinen ersten Vertrag unterschrieb er am 1. Februar 2023 bei Tokushima Vortis. Der Verein aus Tokushima, einer Stadt in der gleichnamigen Präfektur, spielt in der zweiten japanischen Liga. Sein Zweitligadebüt gab Akito Tanahashi am 3. Mai 2023 (13. Spieltag) im Heimspiel gegen Shimizu S-Pulse. Bei dem 1:1-Unentschieden wurde er in der 62. Minute für Kaito Mori eingewechselt. Nach 33 Ligaspielen wechselte er Ende Juli 2024 bis Saisonende zum Drittligisten SC Sagamihara. Hier bestritt er fünf Ligaspiele. Die Saison 2025 wurde er an den Drittligisten Tochigi SC verliehen.

### Nationalmannschaft
Akito Tanahashi spielte 2015 viermal in der japanischen U15-Nationalmannschaft. 2017 kam er achtmal in der U17-Mannschaft zum Einsatz. Mit der U17 nahm er an der U17-Weltmeisterschaft in Indien teil.